# Mammillaria petrophila
Mammillaria petrophila ist eine Pflanzenart aus der Gattung Mammillaria in der Familie der Kakteengewächse (Cactaceae). Das Artepitheton petrophila bedeutet ‚Steine, Felsen liebend‘.

## Beschreibung
Mammillaria petrophila wächst zunächst einzeln, später dann unregelmäßig sprossend. Die niedergedrückten kugeligen bis kurz zylindrischen, graugrünen Triebe sind bis zu 15 Zentimeter hoch mit einem eben solchem Durchmesser. Die kurzen Warzen sind konisch geformt und kantig. Sie führen reichlich Milchsaft. Die Axillen sind mit dichter Wolle besetzt. Bis zu 7 dunkelbraune Mitteldornen werden bis zu 2 Zentimeter lang. Die 8 bis 10 Randdornen sind schlank, steif, nadelig und braun mit dunkler Spitze. Sie sind 1 bis 1,5 Zentimeter lang.
Die leuchtend grünlich gelben Blüten haben einen dunklen Mittelstreifen. Zuweilen wurden auch gelbe oder hellgelbe Blüten beobachtet. Sie sind bis zu 2 Zentimeter im Durchmesser groß und ebenso lang. Die Früchte sind rot und enthalten braune Samen.

## Verbreitung, Systematik und Gefährdung
Mammillaria petrophila ist im mexikanischen Bundesstaat Baja California Sur verbreitet.
Die Erstbeschreibung erfolgte 1905 durch Mary Katharine Brandegee. Ein nomenklatorisches Synonym ist Neomammillaria petrophila (K.Brandegee) Britton & Rose (1923).
Es werden folgende Unterarten unterschieden:
- Mammillaria petrophila subsp. petrophila:
Die Nominatform hat 1 bis 2 Mitteldornen. Die Blüten sind leuchtend grünlich gelb.
- Mammillaria petrophila subsp. arida (Rose ex Quehl) D.R.Hunt:
Die Erstbeschreibung als Mammillaria arida erfolgte 1913 durch Joseph Nelson Rose.[2] David Richard Hunt stellte die Art 1998 als Unterart zu Mammillaria petrophila.[3] Die Unterart hat 4 bis 7 Mitteldornen. Die Blüten sind cremefarben bis hellgelb.
- Mammillaria petrophila subsp. baxteriana (H.E.Gates) D.R.Hunt:
Die Erstbeschreibung als Neomammillaria baxteriana erfolgte 1934 durch Howard Elliott Gates (1895–1957).[4] David Richard Hunt stellte die Art 1998 als Unterart zu Mammillaria petrophila.[3] Die Unterart hat nur ein Mitteldorn. Die Blüten sind gelb.

In der Roten Liste gefährdeter Arten der IUCN wird die Art als „Vulnerable (VU)“, d. h. als gefährdet geführt.

## Nachweise